# 郜國
郜國，西周的一个姬姓诸侯国。西周初，武王封周文王第十一子封為郜子，屬地郜邑，建立郜國，春秋時代時為宋所滅，子孫以封國為氏。

## 史表
- 前713年，齐国郑国鲁国联合讨伐宋国。郑国军队攻入郜邑，把郜邑土地让予鲁国。

- 前710年，宋国的华督将郜大鼎贿赂鲁桓公，郜大鼎因此到了鲁国，大夫臧哀伯因此勸諫桓公。

- 前640年，《春秋》记载“郜子来朝”。《春秋公羊传》认为是丧失土地的郜國君主。但这个意见很有争议。

- 西周末年东周初年之际，被宋国灭亡。